# Signiphora giraulti
Signiphora giraulti är en stekelart som beskrevs av Crawford 1913. Signiphora giraulti ingår i släktet Signiphora och familjen långklubbsteklar. Inga underarter finns listade i Catalogue of Life.